# Helma Knorscheidt
Helma Knorscheidt mariée Teuscher (née le 31 décembre 1956 à Nauendorf) est une athlète allemande spécialiste du lancer du poids. 

## Carrière

### Palmarès
| Date | Compétition                    | Lieu     | Résultat | Performance |
| ---- | ------------------------------ | -------- | -------- | ----------- |
| 1977 | Universiade d'été              | Sofia    | 3e       | 19,29 m     |
| 1979 | Universiade d'été              | Mexico   | 2e       | 19,56 m     |
| 1981 | Championnats d'Europe en salle | Grenoble | 3e       | 20,12 m     |
| 1981 | Universiade d'été              | Bucarest | 1re      | 20,24 m     |
| 1982 | Championnats d'Europe          | Athènes  | 6e       | 20,21 m     |
| 1983 | Championnats d'Europe en salle | Budapest | 2e       | 20,35 m     |
| 1983 | Championnats du monde          | Helsinki | 2e       | 20,70 m     |